# VIIsual
『VIIsual』（ビジュアル）は、Travis Japanの2枚目のアルバム。2024年12月4日にユニバーサル ミュージックジャパンより発売され、同日に配信でもリリースされた。同日に本作の全曲英語バージョン『VIIsual -Global Edition-』もデジタルリリースされた。
米キャピトル・レコードとは2023年の『Road to A』のみのワンショット契約であったため、本作『VIIsual』は同社からはリリースされていない。

## 概要
本作のリリースは9月29日に行ったインスタライブで発表された。タイトルの正式表記は"Ⅶ"（7）というローマ数字で、7人の強い個性をもつメンバーがTravis Japanとしてグループになっている奇跡をVisualize（＝思い描かせる）し、音楽というアプローチでも7人の個性をVisualizeできるようにという思いが込められている。前作から約1年ぶりの発売であり、初回T盤、初回J盤、通常盤、FC限定盤の4形態で発売された。今回はメンバーそれぞれが監修する楽曲も収録されているが、中村海人が中心となって内容を企画し、メンバーにも「こういう感じの曲をプロデュースしてほしい」と意向が伝えられた。
アルバム発売に先駆け、10月21日には「Crazy Crazy」と「Fly Higher」が先行デジタルリリースされ、レコチョクやLINEでのリリース記念キャンペーンも行われた。「Crazy Crazy」はヒップホップの要素を含んだサーフミュージックで、MVは10月21日18時にYouTubeプレミア公開された。「Fly Higher」は日本テレビ系テレビアニメ『多数欠』第2クールのオープニングテーマに起用された楽曲で、グループにとって初のアニメ主題歌。9月24日に公開されたアニメのPV第2弾で楽曲が解禁され、11月6日には川島如恵留が声優を務めるキャラクター・葛西甲斐も登場するアニメMVも公開された。
デビュー記念日の10月28日には21:00からデビュー2周年を記念したYouTubeライブが行われた。トークパートとライブパートで構成され、トークパートではデビューしてから2年間のエピソードトーク、ライブパートでは先行配信されている「Crazy Crazy」のダンスパフォーマンスと「Fly Higher」の歌唱を披露。また、1月4日の横浜アリーナから6月8日のららアリーナ 東京ベイまで、全国8か所で28公演を行う全国ツアー『Travis Japan Concert Tour 2025 VIIsual』の開催が発表された。

## 特典・仕様
仕様・封入特典
- 初回T盤 - 三方背ケース、デジパック、32Pブックレット、期間限定動画Aシリアルコード
- 初回J盤 - 三方背ケース、デジパック、40Pブックレット、期間限定動画Bシリアルコード
- 通常盤（初回プレス） - 三方背ケース、デジパック、ブックレット、期間限定動画Cシリアルコード
- 通常盤 - ジュエルケース、ブックレット
- FC限定盤 - ワンピースボックス、トールデジパック、ブックレット、グッズ（アクリルミラー）

先着外付け特典
- 初回T盤 - B4クリアポスター（DVD/Blu-ray共通）
- 初回J盤 - ステッカーシート（A6）
- 通常盤 - トレーディングカード7種セット（※初回プレス分）

3形態同時購入特典
UNIVERSAL MUSIC STOREでの期間限定販売。
- フォトカード（3種）、ミニポーチ

HMV / TOWER RECORDS 特典
- 初回T盤 - クリアトレカ7種セットA
- 初回J盤 - クリアトレカ7種セットB
- 通常盤（初回プレス） - クリアトレカ7種セットC

## 収録曲

### CD
クレジット出典

#### Disc1
1-13曲目までは全形態共通。14-16曲目は通常盤のみ収録。
1. Crazy Crazy
作詞：June（Korea）、D&H / 作曲・編曲：Josef Melin
2. Golden Girl［3:16］
作詞：Jacob Watson / 作曲：Anders Gukko、Josefin Glenmark、Ricardo Burgrust / 編曲：Anders Gukko
「bior organics エアレスクッションパフダンス編」CMソング[36]。
3. Sweetest Tune［3:26］
作詞：FUNK UCHINO / 作曲：FUNK UCHINO、Toshiya Hosokawa、Gigi、SILLY TEMBA / 編曲：Toshiya Hosokawa、SILLY TEMBA
5thデジタルシングル[37]。
4. Fly Higher［3:18］
作詞：TEEDA / 作曲：Erik Lidbom、Masaki Tomiyama / 編曲：Masaki Tomiyama
日本テレビ系テレビアニメ『多数欠』第2クールオープニングテーマ[25]。
5. BO$$Y［3:33］
作詞：D&H、Rose Blueming / 作曲：Albin Nordqvist、Yuka Otsuki / 編曲：Yuka Otsuki
中村海人監修曲[20]。ヒップホップ色が強い楽曲[23]。
12月4日に公式YouTubeでMVがプレミア公開された[38]。12月8日には公式Instagramで黒スーツ姿のメンバーが全員でダンスする動画が公開され、ファンから絶賛の声が挙がった[39]。
LINE MUSICでは「Travis Japan「ここだけのVIIsualオフショット映像」をプレゼント！」キャンペーンも実施された[40]。
6. Rush［3:47］
作詞：JUN / 作曲：KUAN、Gold Child / 編曲： Gold Child、HouShu Yang
松田元太監修曲[20]。
7. Whiskey and Tonic［2:59］
作詞：Machu / 作曲・編曲：Erik Lidbom
松倉海斗監修曲[20]。
8. T.G.I. Friday Night［3:35］
作詞・作曲：Harry Sommerdahl、Fabian "Phat Febe" Torsson、Christian Fast / 編曲：BANGERS & CA$H
4thデジタルシングル[41]。
9. HBD［3:10］
作詞：miwaflower / 作曲：Mitsu.J / 編曲：GRP
吉澤閑也監修曲[20]。サビの部分の振付も吉澤が担当している[42]。Travis Japan初のバースデーソング[42]。
10. Fireflies［2:41］
作詞：TEEDA / 作曲・編曲：WON AGAIN
宮近海斗監修曲[20]。calinが振り付けを担当[42]。
11. Thrill［3:12］
作詞：June (Korea)、D&H / 作曲：Chris Meyer、StoryThella / 編曲：StoryThella
七五三掛龍也監修曲[20]。振付も七五三掛が担当[42]。
12. Staying with you［4:24］
作詞：小林光明 / 作曲・編曲：Josef Melin
八木勇征（FANTASTICS）主演・中村海人出演映画『矢野くんの普通の日々』挿入歌[43]。
13. Underdogs［3:01］
作詞：FUNK UCHINO、Noel / 作曲：Linnea Backlund、Felix Enghult、Emil Sundbaum、Mattias Athlei / 編曲：Emil Sundbaum
川島如恵留監修曲[20]。
14. T.G.I. Friday Night -Japanese ver.-［3:35］ ※通常盤のみ
作詞：miwaflower、Harry Sommerdahl、Fabian "Phat Febe" Torsson / 作曲：Harry Sommerdahl、Fabian "Phat Febe" Torsson、Christian Fast / 編曲：BANGERS & CA$H
15. Crazy Crazy - Yunosuke Remix［3:29］ ※通常盤のみ
作詞：June（Korea）、D&H / 作曲：Josef Melin / Remix：Yunosuke
16. BO$$Y - ☆Taku Takahashi（m-flo）Remix［3:15］ ※通常盤のみ
作詞：D&H、Rose Blueming / 作曲：Albin Nordqvist、Yuka Otsuki / 編曲：☆Taku Takahashi

#### Disc2

##### 初回J盤
メジャーデビュー前のジュニア時代の楽曲を収録。1stアルバム『Road to A』初回J盤の特典ディスクと合わせると、デビュー前の楽曲をコンプリートできる。
1. Dance With Me 〜Lesson 1〜［4:28］
作詞：小林光明 / 作曲：Fredrik "Figge" Bostrom、Josef Melin / 編曲：Josef Melin
2. Happy Groovy［4:21］
作詞：春和文 / 作曲：Didrik Thott、TAKAROT / 編曲：久下真音
3. VOLCANO［3:45］
作詞：栗原暁 / 作曲：Geek Boy Al Swettenham、HIKARI / 編曲：Geek Boy Al Swettenham
4. Namidaの結晶［4:10］
作詞：川口進 / 作曲：都志見隆、川口進 / 編曲：川口進、Atsushi Shimada
5. GET ALIVE［4:08］
作詞：FUNK UCHINO / 作曲：Steven Lee、Drew Ryan Scott、川口進 / 編曲：Steven Lee
6. Free your mind［3:22］
作詞：小林光明 / 作曲・編曲：Josef Melin
7. Blue masquerade［3:45］
作詞：小林光明 / 作曲：Jose Manuel Moles、Roger Argemi、Paula Guasp / 編曲：Jose Manuel Moles
8. To the top［4:03］
作詞：小林光明 / 作曲：Willie Weeks、Ronnie Icon / 編曲：Willie Weeks
9. Bring Back［3:02］
作詞：草川瞬 / 作曲：Erik Lidbom、MLC、Gustav Mared / 編曲：久下真音

##### FC限定盤
1. Trick! Trick! - 宮近海斗・七五三掛龍也・松倉海斗
2. Warm it Up - 中村海人・松田元太
3. Lonely Stars - 川島如恵留・吉澤閑也

### Blu-ray/DVD

#### 初回T盤
1. T.G.I. Friday Night -Video Clip-
2. Sweetest Tune -Video Clip-
3. Crazy Crazy -Video Clip-
4. BO$$Y -Video Clip-
5. T.G.I. Friday Night -Behind the scenes-
6. Sweetest Tune -Behind the scenes-
7. Crazy Crazy -Behind the scenes-
8. BO$$Y -Behind the scenes-
9. VIIsual -Behind the scenes-
10. Travis Japan's House 〜VIIsual選手権〜
メンバーがさまざまなテーマの写真や動画を持ち寄り、そのビジュアルを競うバラエティコンテンツ[20]。

#### FC限定盤
1. T.G.I. Friday Night -Video Clip-
2. Sweetest Tune -Video Clip-
3. Crazy Crazy -Video Clip-
4. BO$$Y -Video Clip-
5. Crazy Crazy -Behind the scenes-
6. BO$$Y -Behind the scenes-
7. "Trick! Trick!","Warm it Up","Lonely Stars" -Recording behind the scenes-
8. VIIsual特別企画 〜憧れのおうちデート〜
メンバーとのおうちデートを疑似体験できる映像[28]。

## チャート成績
オリコンでは初週14.1万枚を売り上げ、12月16日付「オリコン週間アルバムランキング」で初登場1位を獲得。「週間デジタルアルバムランキング」でも初週DL数7790DLで1位となり、「オリコン週間合算アルバムランキング」でも前作に続き通算2作目の首位獲得となった。
Billboard JAPANでも売上14万3457枚で"Top Albums Sales"1位、そしてダウンロード数9,476DLで"Download Albums"1位の2冠を達成し、総合アルバム・チャート"Hot Albums"で首位を獲得した。